# Elia Luini
Elia Luini (født 23. juni 1979 i Gavirate) er en italiensk tidligere roer og firedobbelt verdensmester.
Luini var letvægtsroer og konkurrerede i både scullere og både med én åre per roer. Han vandt sin første internationale medalje, da han i singlesculler vandt bronze ved junior-VM i 1997. Året efter vandt han sølv ved U/23-VM og blev verdensmester for seniorer i dobbeltfirer for Italien.
Ved OL 2000 i Sydney stillede han op i dobbeltsculler sammen med Leonardo Pettinari. De vandt deres indledende heat og blev nummer to i semifinalen. I finalen vandt den polske båd guld relativt sikkert, mens italienerne vandt sølv foran Frankrig.
Luini og Pettinari vandt derpå VM-guldmedaljer i letvægtsdobbeltsculler i 2001, 2002 og 2003. De var derfor blandt favoritterne ved OL 2004 i Athen, men efter en andenplads i indledende heat og i opsamlingsheatet blev de kun nummer fem i semifinalen, da Pettinari blev skadet. Han blev i B-finalen erstattet af Nicola Moriconi, men den nye konstellation blev sidst, så italienerne endte på en samlet tolvteplads.
Herefter skiftede Luini til letvægtsfireren, der i 2005 vandt VM-bronze. I 2006 var han tilbage i letvægtsdobbeltsculleren, nu sammen med Marcello Miani, og parret vandt VM-sølv samme år efter danske Rasmus Quist og Mads Rasmussen. Luini og Miani stillede også op til OL 2008 i Beijing og vandt deres indledende heat, mens de blev toere i semifinalen. I finalen var de dog mere end tre sekunder fra Quist og Rasmussen på tredjepladsen, så de endte som nummer fire.
Luini og Miani vandt VM-bronze i 2009 og EM-sølv samme år. I 2010 var Miani skiftet ud med Lorenzo Bertini, og denne duo vandt VM-sølv samme år. I 2011 blev de europamestre, stadig i letvægtsdobbeltsculleren.
Han deltog sidste gang i et OL i 2012 i London, nu sammen med Pietro Ruta, og dette par vandt deres indledende heat, hvorpå de med en femteplads i semifinalen måtte nøjes med en plads i B-finalen. Denne vandt de og blev dermed samlet nummer syv.
Luinis sidste internationale mesterskab blev VM i 2015, hvor han var med i den italienske letvægtsotter, der blev nummer fire.
Han er gift med Gabriella Bascelli, der ligeledes er italiensk olympisk roer.

## OL-medaljer
- 2000:  Sølv i letvægtsdobbeltsculler